# Harmuthsachsen
Harmuthsachsen ist ein Stadtteil von Waldkappel im nordhessischen Werra-Meißner-Kreis.

## Geografie
Der Ort liegt im Osthessischen Bergland unmittelbar nordöstlich des Stölzinger Gebirges am Werra-Zufluss Wehre 2,2 km nordwestlich der Waldkappeler Kernstadt, 1,9 km südsüdwestlich des Waldkappeler Ortsteils Rodebach und 2,2 km südöstlich des Waldkappeler Ortsteils Hasselbach. Harmuthsachsen liegt im Geo-Naturpark Frau-Holle-Land.
Südlich von Harmuthsachsen erhebt sich das Ziegenküppel (405,8 m) und wenige Kilometer nördlich der Hohe Meißner (753,6 m). Im Dorf treffen die Landesstraße 3334 und die Kreisstraße 33 aufeinander, die beide Anschluss an die südwestlich die Ortschaft passierende Bundesstraße 7 (Deutsche Fachwerkstraße) haben. 

## Geschichte

### Ortsgeschichte
Die älteste bekannte schriftliche Erwähnung von Harmuthsachsen erfolgte unter dem Namen Hermensasßen im Jahre 1195 in einer Urkunde des Klosters Germerode. Der damalige Ortsname Hermensassen leitet sich von der Gründung eines Hermann ab. Die Reste der südlich des Ortes gelegenen Burg wurden 1824 abgebrochen. Der Ort und das Kloster Marienheide gehörten bis 1821 zum hessischen Amt Lichtenau und danach zum Landkreis Witzenhausen. Während der französischen Besetzung gehörte der Ort zum Kanton Bischhausen im Königreich Westphalen (1807–1813).
Bereits 1324 wird eine jüdische Gemeinde erwähnt. 1833 wurde eine Synagoge erbaut. Sie besteht heute nicht mehr. Die evangelische Kirche wurde 1749 errichtet.
Hessische Gebietsreform (1970–1977)
Im Zuge der Gebietsreform in Hessen wurde auf freiwilliger Basis zum 1. Januar 1970 zunächst die kleine Gutsgemeinde Wollstein nach Harmuthsachsen eingemeindet. Die so vergrößerte Gemeinde Harmuthsachsen ließ sich zum 31. Dezember 1971 freiwillig in die Stadt Waldkappel eingliedern. Für Harmuthsachsen, sowie für alle ehemals eigenständigen Gemeinden von Waldkappel und die Kerngemeinde wurde ein Ortsbezirk mit Ortsbeirat und Ortsvorsteher nach der Hessischen Gemeindeordnung gebildet.

### Verwaltungsgeschichte im Überblick
Die folgende Liste zeigt die Staaten und Verwaltungseinheiten, denen Harmuthsachsen angehört(e):
- vor 1567: Heiliges Römisches Reich, Landgrafschaft Hessen, Amt Lichtenau
- ab 1654: Heiliges Römisches Reich, Landgrafschaft Hessen-Kassel, Amt Lichtenau
- ab 1806: Landgrafschaft Hessen-Kassel, Amt Lichtenau
- 1807–1813: Königreich Westphalen, Departement der Werra, Distrikt Eschwege, Kanton Bischhausen
- ab 1815: Kurfürstentum Hessen, Amt Lichtenau[6]
- ab 1821/22: Kurfürstentum Hessen, Provinz Niederhessen, Kreis Witzenhausen[7][Anm. 2]
- ab 1848: Kurfürstentum Hessen, Bezirk Eschwege
- ab 1851: Kurfürstentum Hessen, Provinz Niederhessen, Kreis Witzenhausen
- ab 1867: Königreich Preußen, Provinz Hessen-Nassau, Regierungsbezirk Kassel, Kreis Witzenhausen
- ab 1871: Deutsches Reich, Königreich Preußen, Provinz Hessen-Nassau, Regierungsbezirk Kassel, Kreis Witzenhausen
- ab 1918: Deutsches Reich, Freistaat Preußen, Provinz Hessen-Nassau, Regierungsbezirk Kassel, Kreis Witzenhausen
- ab 1944: Deutsches Reich, Freistaat Preußen, Provinz Kurhessen, Landkreis Witzenhausen
- ab 1945: Deutsches Reich, Amerikanische Besatzungszone, Groß-Hessen, Regierungsbezirk Kassel, Landkreis Witzenhausen
- ab 1946: Deutsches Reich, Amerikanische Besatzungszone, Hessen, Regierungsbezirk Kassel, Landkreis Witzenhausen
- ab 1949: Bundesrepublik Deutschland, Hessen, Regierungsbezirk Kassel, Landkreis Witzenhausen
- ab 1972: Bundesrepublik Deutschland, Hessen, Regierungsbezirk Kassel, Landkreis Witzenhausen, Stadt Waldkappel
- ab 1974: Bundesrepublik Deutschland, Hessen, Regierungsbezirk Kassel, Werra-Meißner-Kreis

## Bevölkerung

### Einwohnerstruktur 2011
Nach den Erhebungen des Zensus 2011 lebten am Stichtag dem 9. Mai 2011 in Harmuthsachsen 411 Einwohner. Darunter waren 6 (1,5 %) Ausländer. Nach dem Lebensalter waren 78 Einwohner unter 18 Jahren, 168 zwischen 18 und 49, 87 zwischen 50 und 64 und 78 Einwohner waren älter. Die Einwohner lebten in 168 Haushalten. Davon waren 48 Singlehaushalte, 39 Paare ohne Kinder und 63 Paare mit Kindern, sowie 15 Alleinerziehende und 3 Wohngemeinschaften. In 27 Haushalten lebten ausschließlich Senioren und in 111 Haushaltungen lebten keine Senioren.

### Einwohnerentwicklung
| Quelle: Historisches Ortslexikon |                                      |
| • 1575:                          | 47 Hausgesesse                       |
| • 1585:                          | 49 Haushaltungen                     |
| • 1681:                          | 44 Hausgesessene                     |
| • 1747:                          | 54 Mannschaften mit 54 Feuerstellen  |
| • 1780:                          | 132 Einwohner ohne Knechte und Mägde |

| Harmuthsachsen: Einwohnerzahlen von 1834 bis 2015 | Harmuthsachsen: Einwohnerzahlen von 1834 bis 2015 | Harmuthsachsen: Einwohnerzahlen von 1834 bis 2015 | Harmuthsachsen: Einwohnerzahlen von 1834 bis 2015 | Harmuthsachsen: Einwohnerzahlen von 1834 bis 2015 |
| --- | ------------------------------------------------- | ------------------------------------------------- | ------------------------------------------------- | ------------------------------------------------- |
| Jahr |                                                   |                                                   |                                                   | Einwohner                                         |
| 1834 | 1834                                              |                                                   | 603                                               | 603                                               |
| 1840 | 1840                                              |                                                   | 616                                               | 616                                               |
| 1846 | 1846                                              |                                                   | 644                                               | 644                                               |
| 1852 | 1852                                              |                                                   | 603                                               | 603                                               |
| 1858 | 1858                                              |                                                   | 538                                               | 538                                               |
| 1864 | 1864                                              |                                                   | 595                                               | 595                                               |
| 1871 | 1871                                              |                                                   | 511                                               | 511                                               |
| 1875 | 1875                                              |                                                   | 502                                               | 502                                               |
| 1885 | 1885                                              |                                                   | 460                                               | 460                                               |
| 1895 | 1895                                              |                                                   | 476                                               | 476                                               |
| 1905 | 1905                                              |                                                   | 448                                               | 448                                               |
| 1910 | 1910                                              |                                                   | 417                                               | 417                                               |
| 1925 | 1925                                              |                                                   | 455                                               | 455                                               |
| 1939 | 1939                                              |                                                   | 421                                               | 421                                               |
| 1946 | 1946                                              |                                                   | 685                                               | 685                                               |
| 1950 | 1950                                              |                                                   | 635                                               | 635                                               |
| 1956 | 1956                                              |                                                   | 524                                               | 524                                               |
| 1961 | 1961                                              |                                                   | 437                                               | 437                                               |
| 1967 | 1967                                              |                                                   | 413                                               | 413                                               |
| 1970 | 1970                                              |                                                   | 398                                               | 398                                               |
| 1980 | 1980                                              |                                                   | ?                                                 | ?                                                 |
| 1990 | 1990                                              |                                                   | ?                                                 | ?                                                 |
| 2000 | 2000                                              |                                                   | ?                                                 | ?                                                 |
| 2011 | 2011                                              |                                                   | 411                                               | 411                                               |
| 2015 | 2015                                              |                                                   | 359                                               | 359                                               |
| Datenquelle: Historisches Gemeindeverzeichnis für Hessen: Die Bevölkerung der Gemeinden 1834 bis 1967. Wiesbaden: Hessisches Statistisches Landesamt, 1968. Weitere Quellen: LAGIS; Stadt Waldkappel; Zensus 2011 |                                                   |                                                   |                                                   |                                                   |

### Historische Religionszugehörigkeit
| • 1925: | 385 evangelische (= 84,52 %), 57 jüdische (= 12,53 %) Einwohner   |
| • 1961: | 396 evangelische (= 90,62 %), 29 katholische (= 6,64 %) Einwohner |

## Kultur und Sehenswürdigkeiten

### Kloster Marienheide

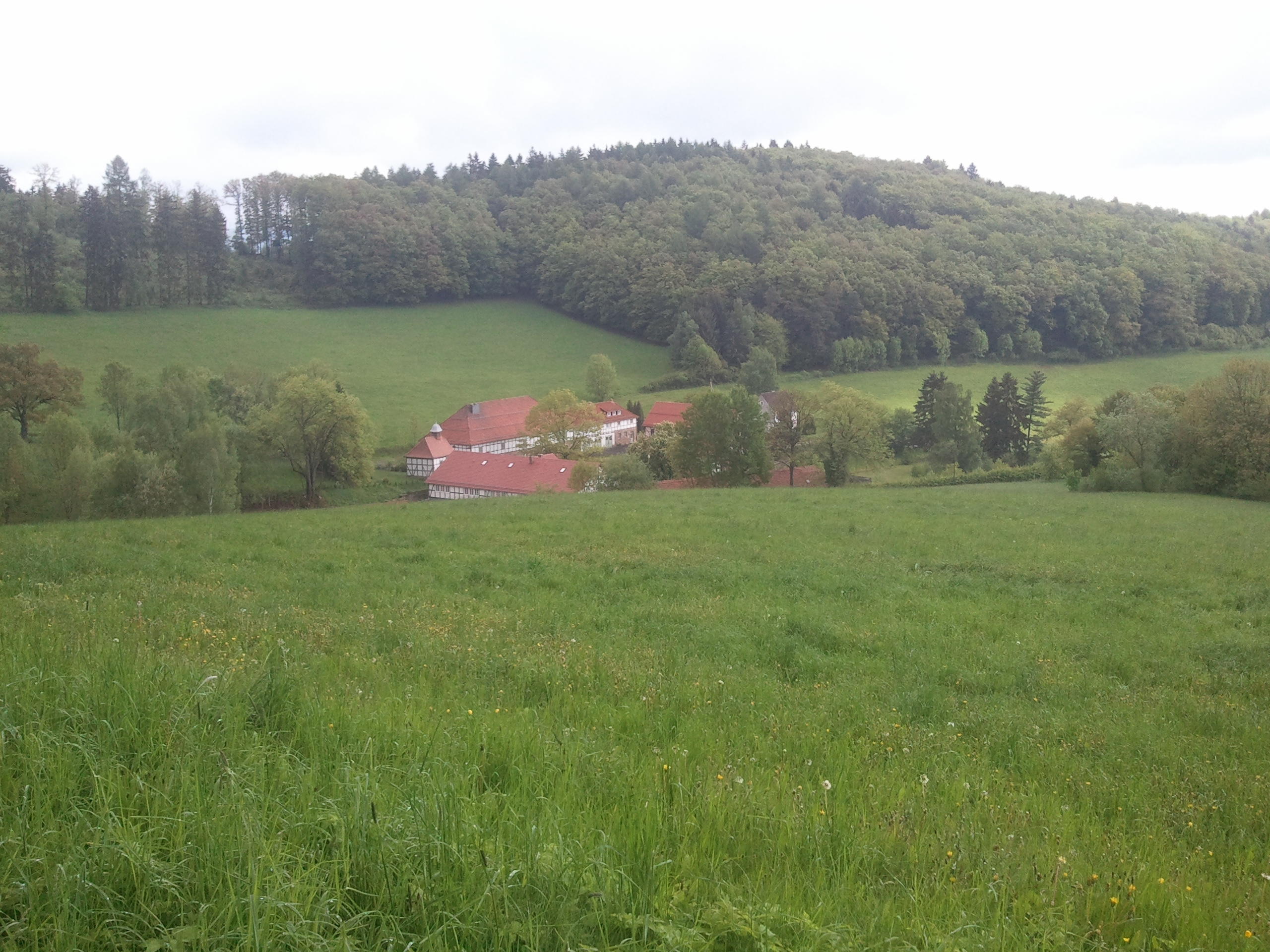
Kloster Marienheide in Wollstein (zu Waldkappel-Harmuthsachsen), Schwestern von Betlehem

3,8 km südwestlich von Harmuthsachsen liegt am quellnahen Oberlauf des Hainebachs, einem südwestlichen Zufluss des zur Wehre fließenden Bach im Hohl, das ehemalige Rittergut Wollstein. Bis 2000 wurde es als Gutshof betrieben. Im Sommer 2000 wurde es an den Orden der Schwestern von Betlehem verkauft und seitdem ist es das Kloster Marienheide. Das Kloster wird seitdem mehr und mehr renoviert und ausgebaut. Eine aus einer ehemaligen Stallung entstandene neue Kirche wurde 2008 vom Bischof Heinz Josef Algermissen von Fulda geweiht.

### Ortsbild
- Der Ortskern, der größtenteils aus Fachwerkhäusern besteht, ist sehr sehenswert.
- Die alte Kirche am Ortsrand ist ein kleiner Fachwerkbau von 1821 mit Dachreiter.[10]